# Vrbovo (gmina Prijepolje)
Vrbovo (cyr. Врбово) – wieś w Serbii, w okręgu zlatiborskim, w gminie Prijepolje. W 2011 roku liczyła 63 mieszkańców.